# 滕州站
滕州站位于中华人民共和国山东省枣庄市滕州市荆河街道，是一个京沪铁路上的铁路车站，建于1911年，目前为二等站，由中国铁路济南局集团兖州车务段管辖，目前客运：办理旅客乘降；行李、包裹托运；货运：办理整车、零担、集装箱货物发到；办理整车货物承运前保管。

## 歷史
- 建于1911年。

## 車站周邊
- 华汇购物广场
- 滕州华汇国际影城
- 国美电器大同路店
- 肯德基滕州银座餐厅
- 中国移动大同路营业厅
- 中国工商银行滕州支行广场分理处
- 中国建设银行大同路分理处
- 中国农业银行大同路分理处
- 农村信用合作联社恒丰分社
- 屈臣氏滕州贵诚店
- 德克士滕州贵诚店
- 肯德基购物中心店
- 交通银行滕州支行
- 中国联通鑫顺合作营业厅
- 中国建设银行荆河路分理处
- 滕州市农村商业银行步行街支行
- 中国邮政储蓄银行荆河路邮电支局
- 中国邮政滕州邮政局
- 新苑大酒店
- 中国农业银行滕州市支行客户五部
- 枣庄银行滕州龙泉支行

## 外部連結
- 中国铁路客户服务中心 （页面存档备份，存于）